# Gatkamomill
Gatkamomill, Matricaria suaveolens (Less.) Porter är en ettårig ört.

## Beskrivning

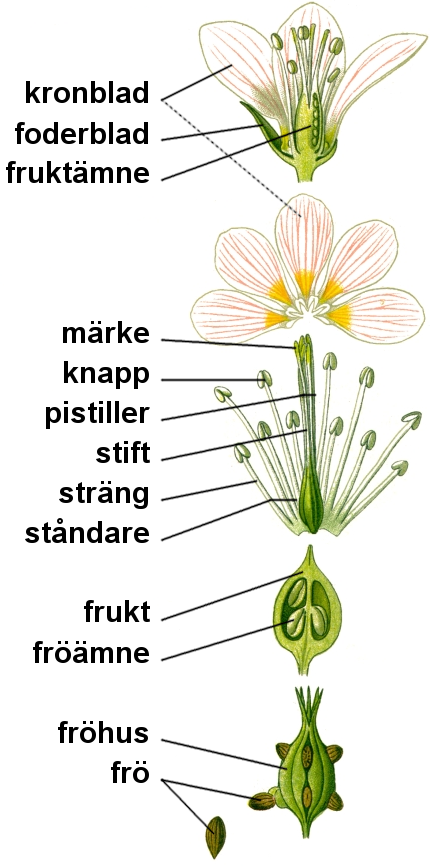

Gatkamomilll har gula, ibland gulgröna, blommor, som saknar kronblad (strålblad).
I Sverige upptäckt först 1840, men har sedan spritt sig enormt och blivit en naturaliserad art, och finns numera i hela landet. Troligen har den inkommit som frön i planteringsjord från Botaniska trädgården i Uppsala.
Kromosomtal 2n = 18.

## Habitat
Ursprung i Nordamerika.

### Utbredningskartor
- Norden
- Norra halvklotet

## Etymologi
- Släktnamnet Matricaria härleds från latin matrix = våm med syftning på att gatkamomill användes som magmedicin. Namnet användes redan på 1300-talet.
- Artepitetet matricarioides …

## Bygdemål
| Namn      | Trakt | Referens |
| --------- | ----- | -------- |
|           |       |          |
| Gatkamill | ?     | [ 1 ]    |

## Namnförvirring
- Chamomilla suaveolens används i Krok/Almquist: Svensk flora, (28 upplagan, 2004).
- Matricaria discoidea används inom nordamerikansk samarbetsprojektet ITIS (Integrated Taxonomic Information System).
- Matricaria matricarioides förespråkas av Naturhistoriska riksmuseet (via Den virtuella floran). Se även Checklista över Nordens kärlväxter, Thomas Karlsson, Naturhistoriska riksmuseet.
- Matricaria suaveolens används i Mossberg/Stenberg: Den nya nordiska floran, 2003).

Förklaringen är helt enkelt att författarna valt olika synonymer för växten; alltså egentligen inga konstigheter.

## Bilder

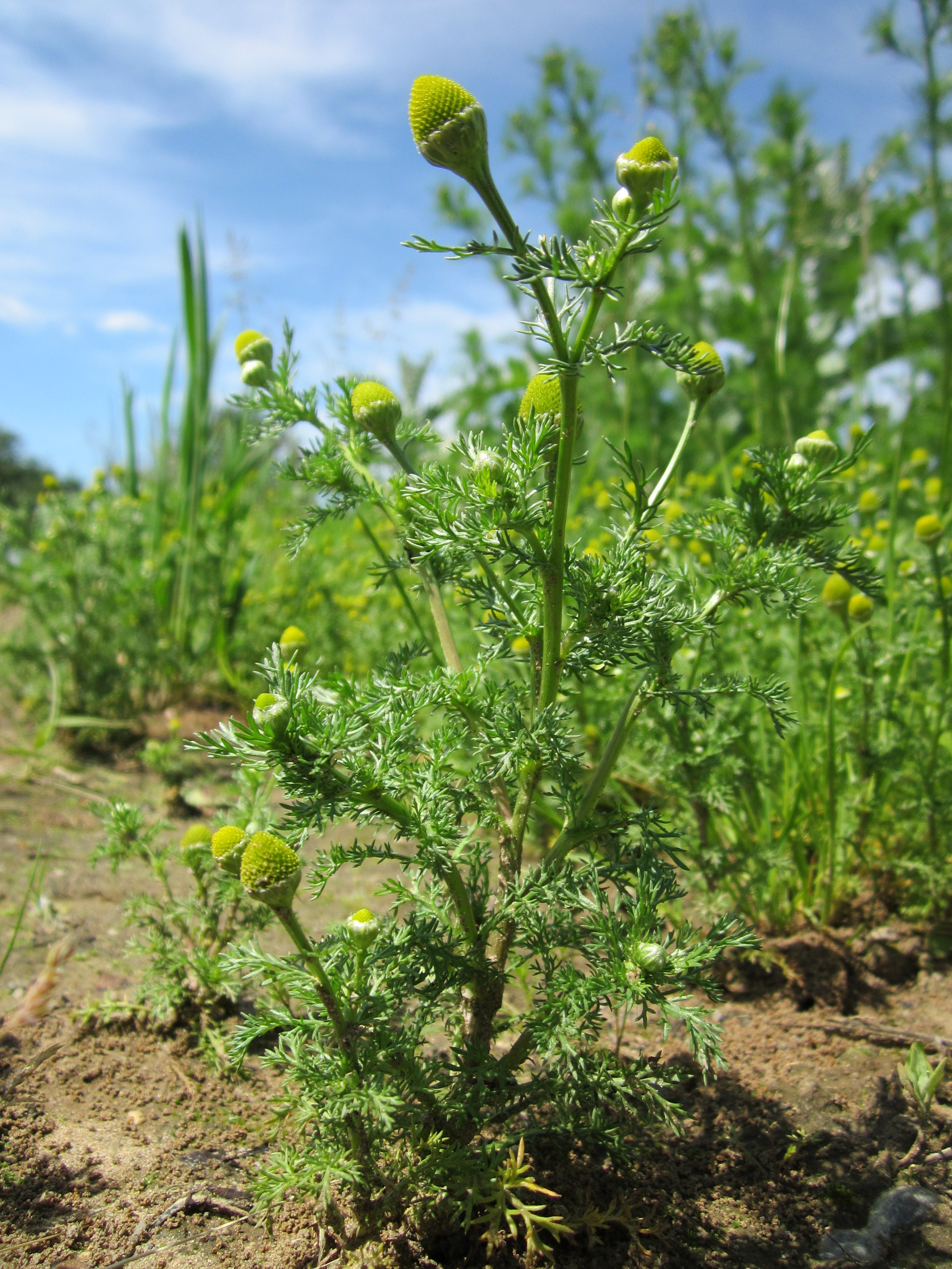
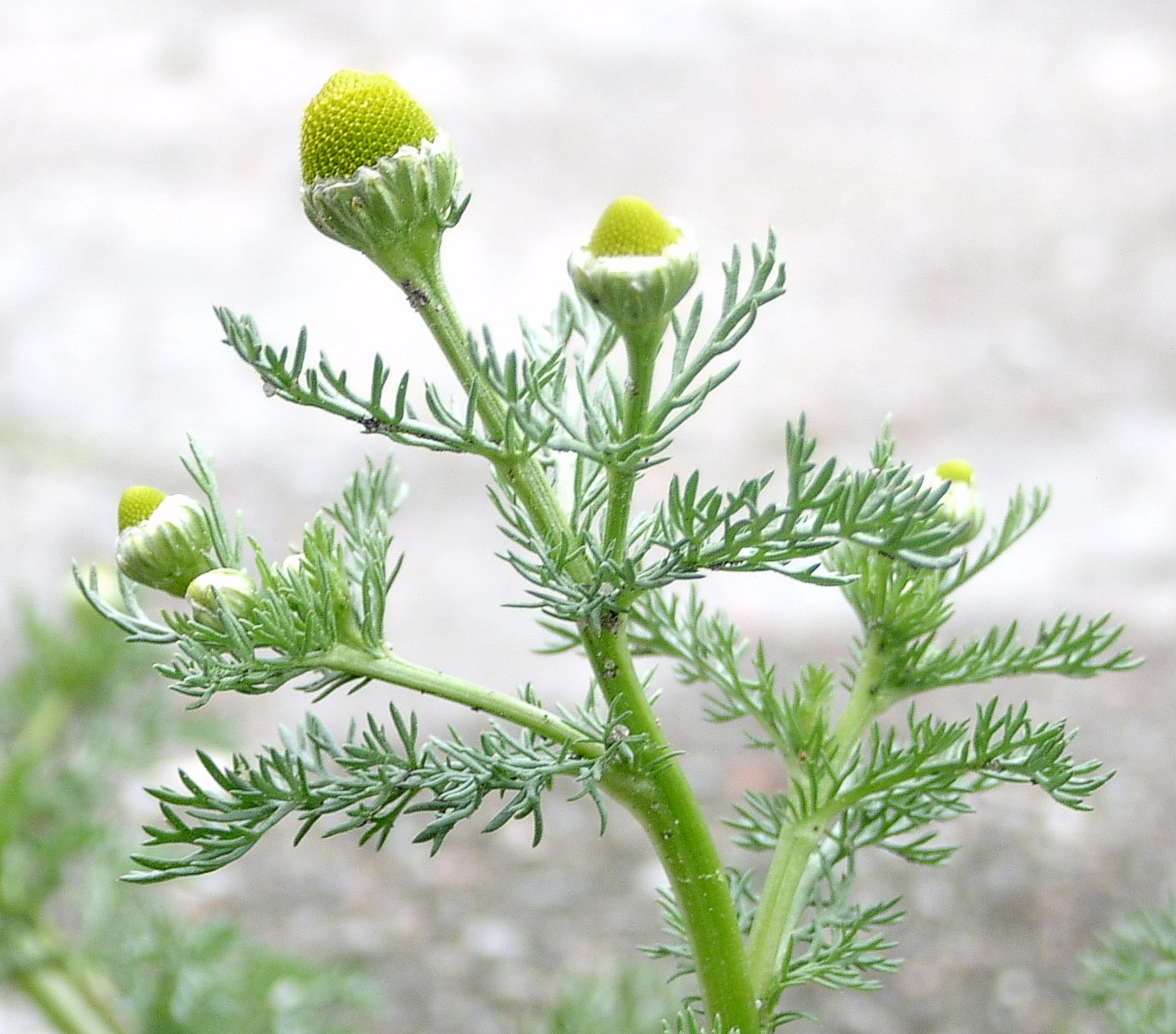
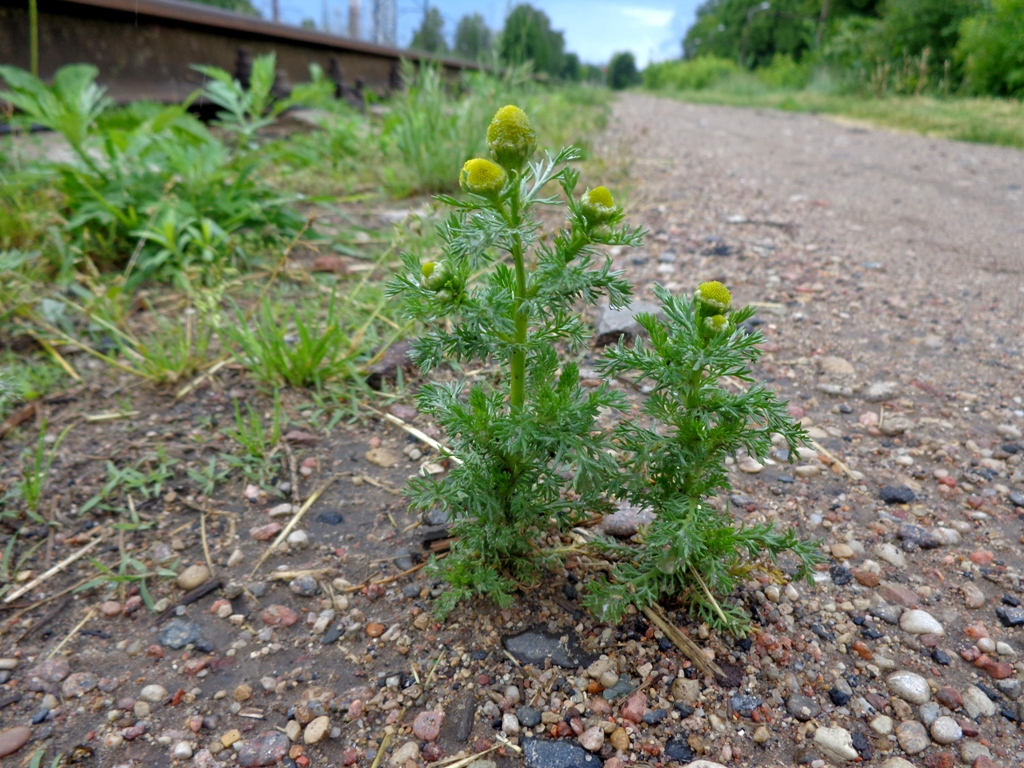
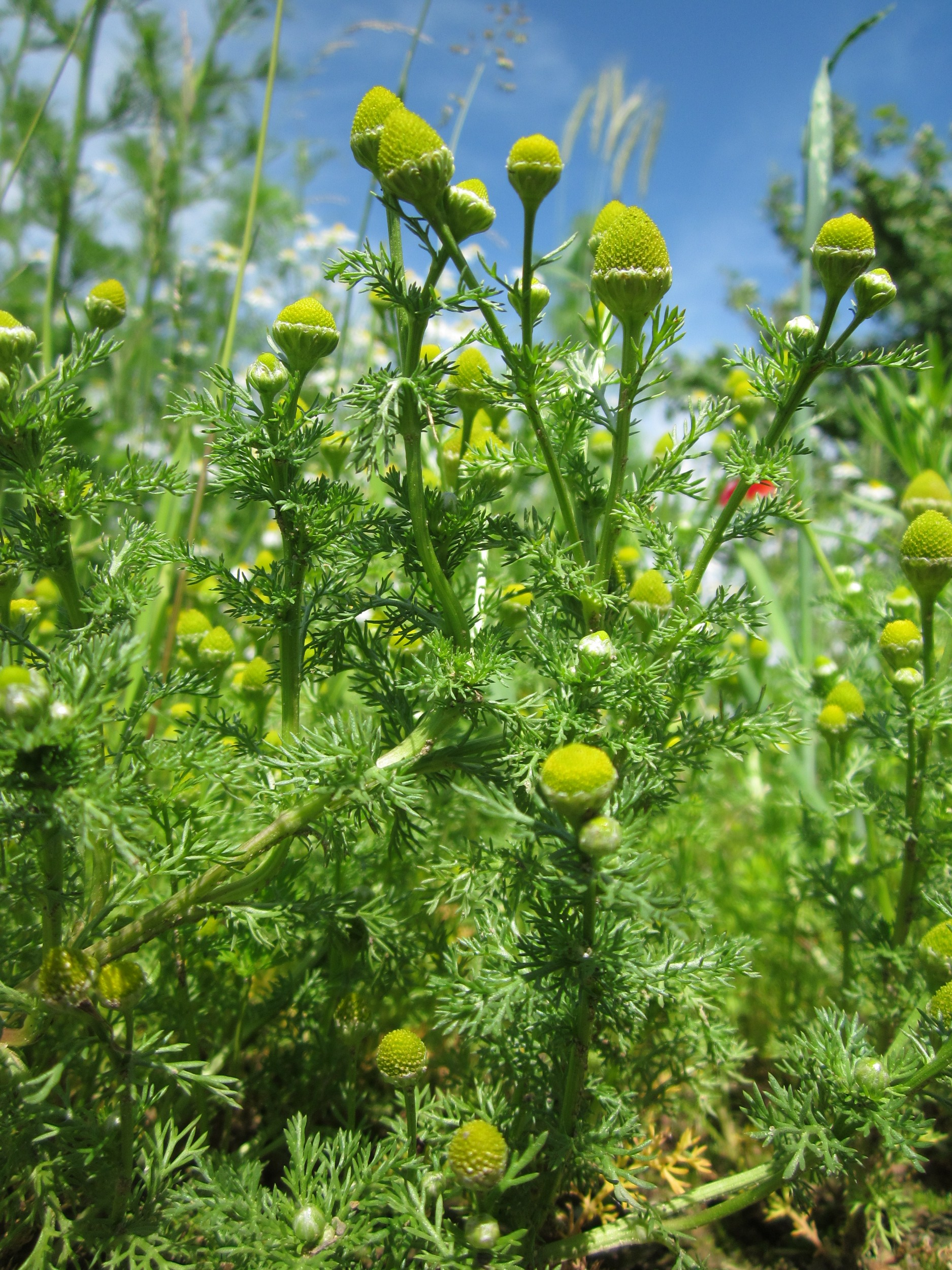
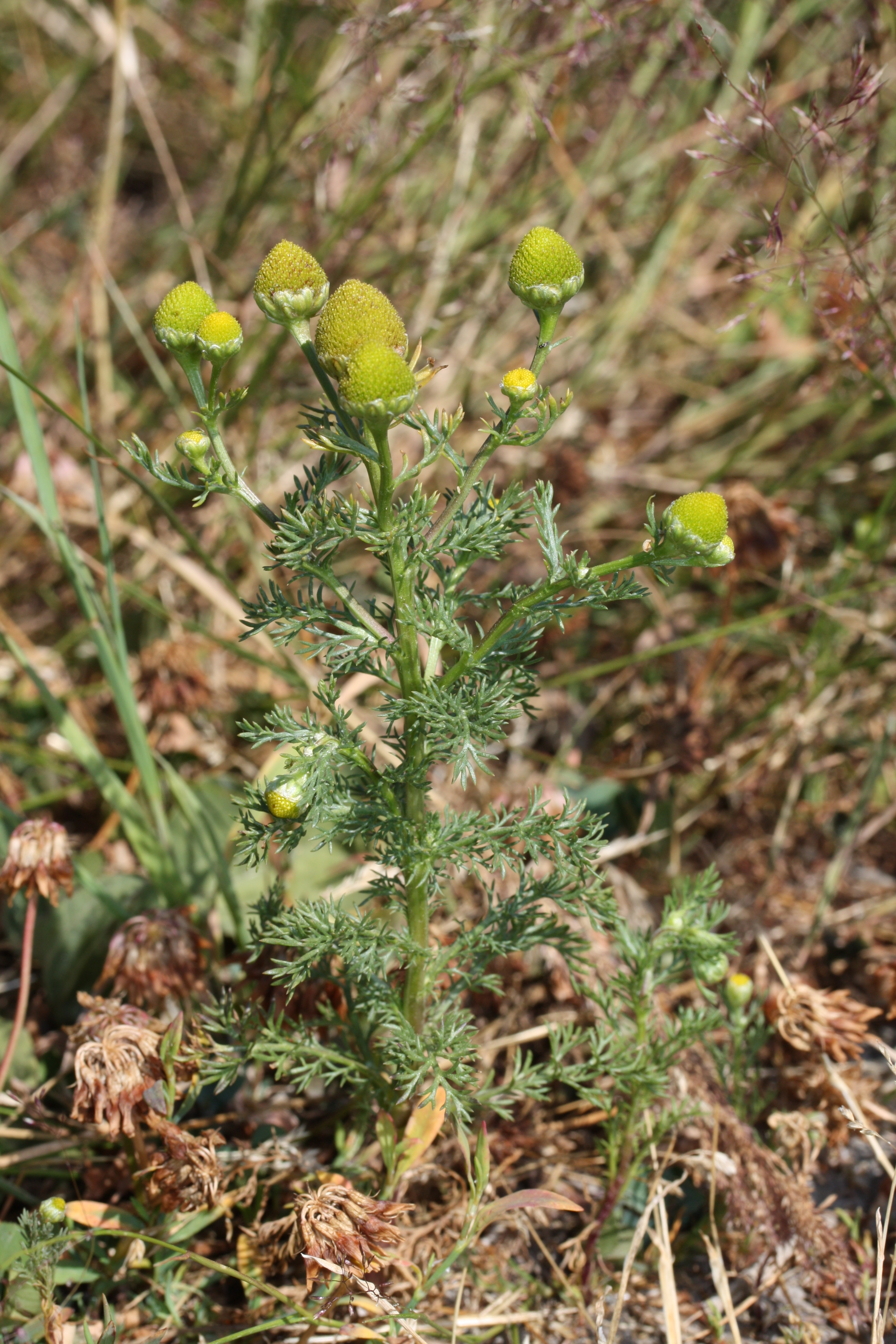
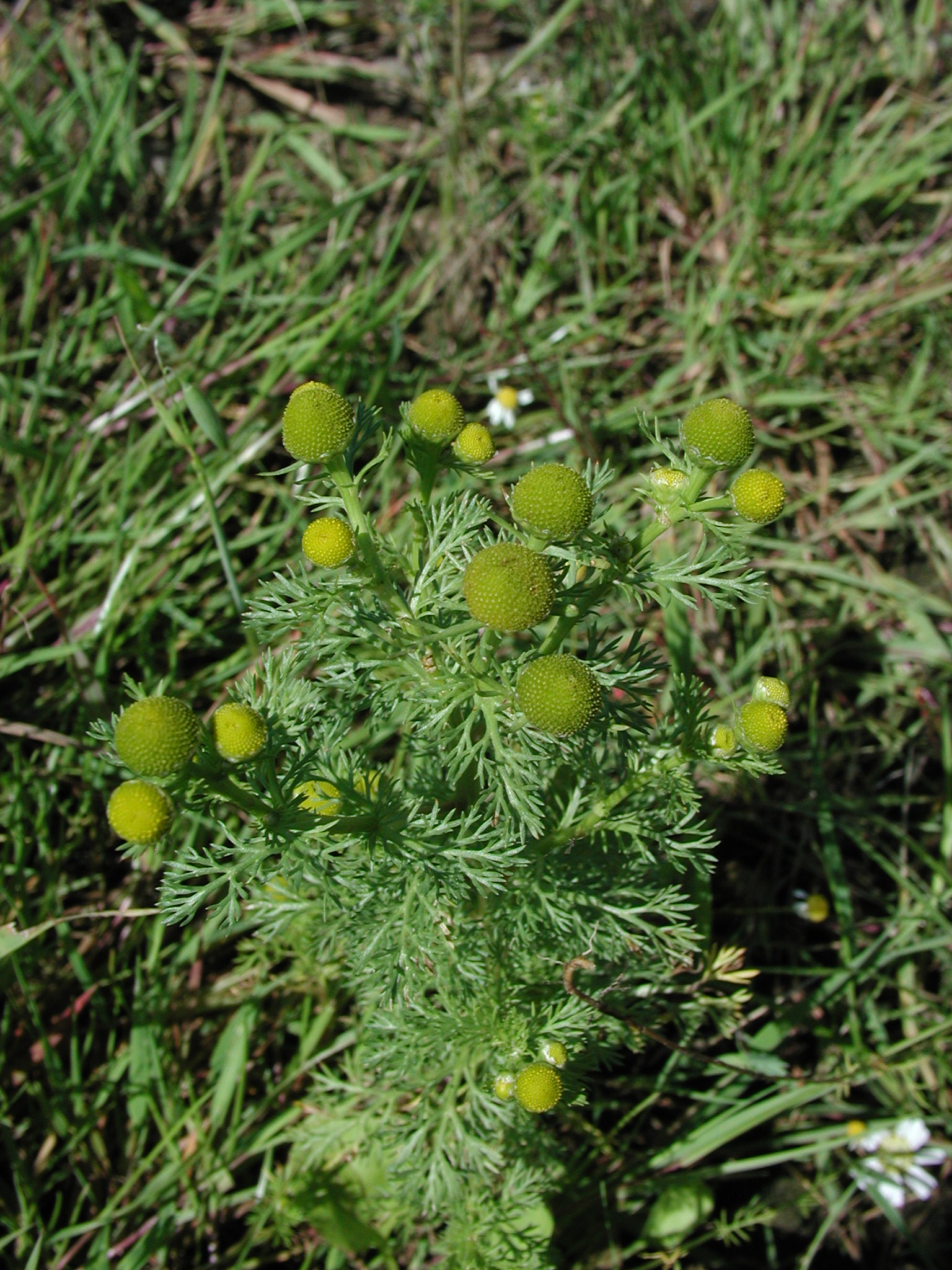
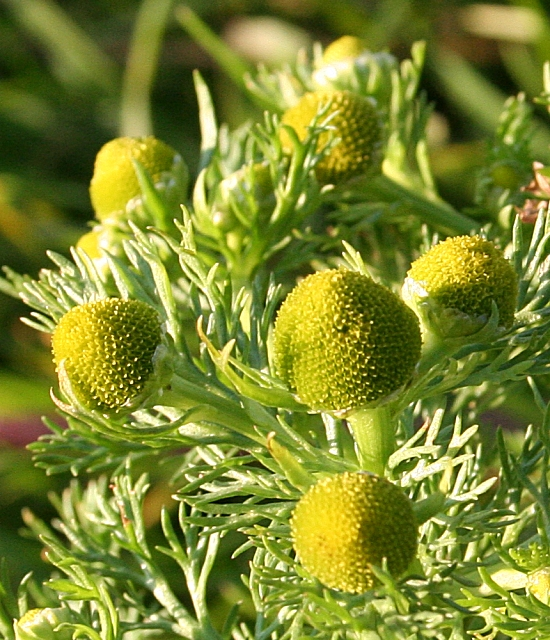
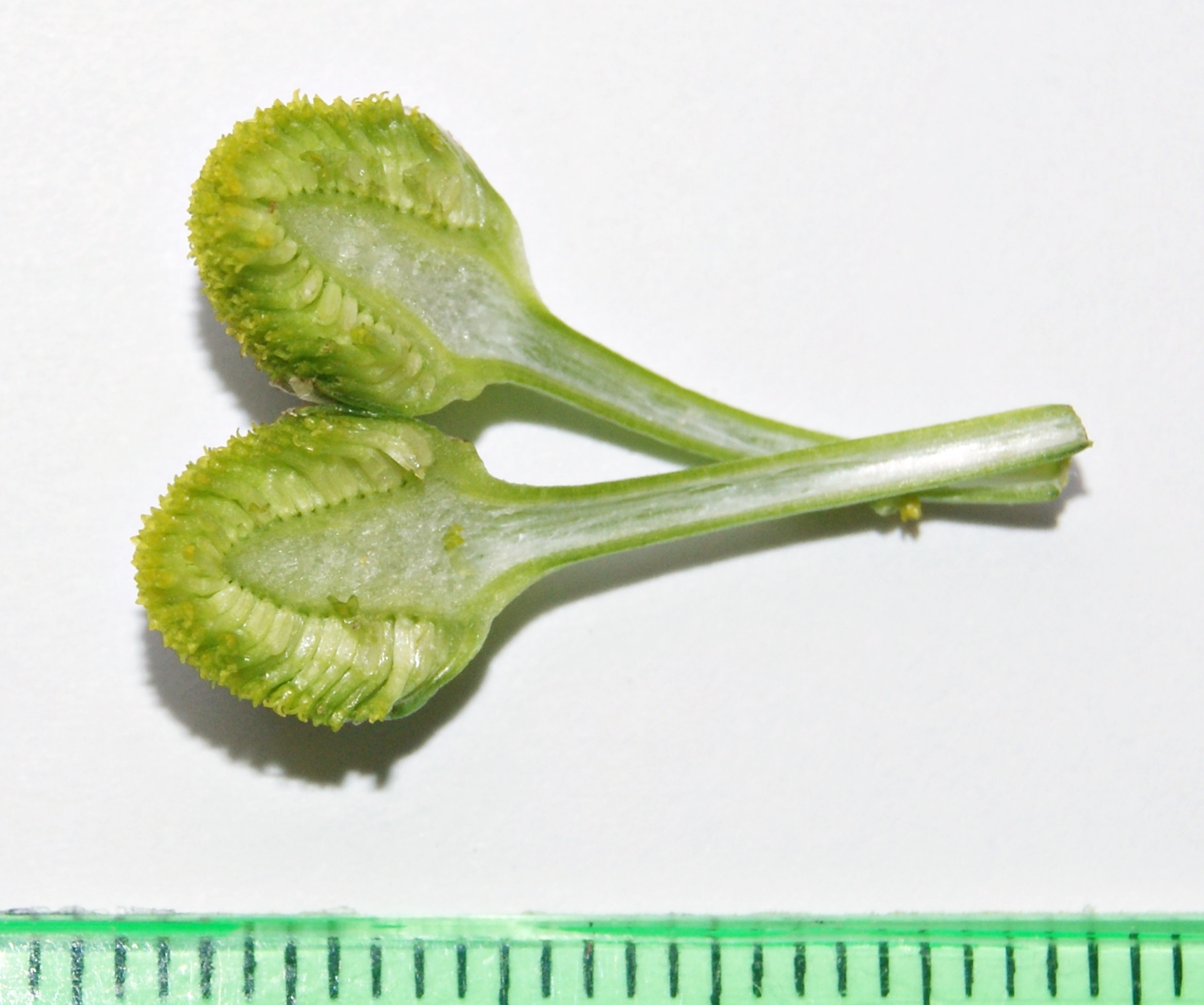